# Ursula del Brandeburgo
Ursula del Brandeburgo o di Hohenzollern (Berlino, 17 ottobre 1488 – Güstrow, 18 settembre 1510) fu una principessa del Brandeburgo e duchessa consorte di Meclemburgo-Schwerin.

## Biografia
Era figlia dell'Elettore del Brandeburgo Giovanni I e di Margherita di Sassonia.
Venne data in moglie al duca Enrico V di Meclemburgo-Schwerin che sposò il 16 febbraio 1507. Morì ventunenne alcuni giorni dopo aver dato alla luce l'ultimo figlio.
Venne sepolta nel Duomo di Bad Doberan.

## Discendenza
Ursula diede al marito tre figli:
- Sofia (1508-1541), sposa di Ernesto I di Brunswick-Lüneburg;
- Magnus (1509-1550), erede del ducato ma premorto al padre;
- Ursula (30 agosto 1510 - 22 aprile 1586), badessa a Ribnitz.

## Ascendenza
|                            |                        |                                   | Genitori                        |  |  | Nonni |  |  | Bisnonni                  |  |  | Trisnonni                |  |
|                            |                        |                                   |                                 |  |  |       |  |  | Federico I di Brandeburgo |  |  | Federico V di Norimberga |  |
|                            |                        |                                   |                                 |  |  |       |  |  | Federico I di Brandeburgo |  |  | Federico V di Norimberga |  |
|                            |                        | Elisabetta di Meißen              |                                 |  |  |       |  |  | Federico I di Brandeburgo |  |  |                          |  |
| Alberto III di Brandeburgo |                        |                                   |                                 |  |  |       |  |  | Federico I di Brandeburgo |  |  |                          |  |
|                            |                        | Elisabetta di Baviera-Landshut    | Federico di Baviera-Landshut    |  |  |       |  |  |                           |  |  |                          |  |
|                            |                        | Elisabetta di Baviera-Landshut    | Federico di Baviera-Landshut    |  |  |       |  |  |                           |  |  |                          |  |
|                            |                        | Elisabetta di Baviera-Landshut    | Maddalena Visconti              |  |  |       |  |  |                           |  |  |                          |  |
| Giovanni I di Brandeburgo  |                        | Elisabetta di Baviera-Landshut    |                                 |  |  |       |  |  |                           |  |  |                          |  |
|                            |                        | Giacomo I di Baden                | Bernardo I di Baden             |  |  |       |  |  |                           |  |  |                          |  |
|                            |                        | Giacomo I di Baden                | Bernardo I di Baden             |  |  |       |  |  |                           |  |  |                          |  |
|                            |                        | Giacomo I di Baden                | Anna di Oettingen               |  |  |       |  |  |                           |  |  |                          |  |
| Margherita di Baden        |                        | Giacomo I di Baden                |                                 |  |  |       |  |  |                           |  |  |                          |  |
|                            |                        | Caterina di Lorena                | Carlo II di Lorena              |  |  |       |  |  |                           |  |  |                          |  |
|                            |                        | Caterina di Lorena                | Carlo II di Lorena              |  |  |       |  |  |                           |  |  |                          |  |
|                            |                        | Caterina di Lorena                | Margherita del Palatinato       |  |  |       |  |  |                           |  |  |                          |  |
| Ursula del Brandeburgo     |                        | Caterina di Lorena                |                                 |  |  |       |  |  |                           |  |  |                          |  |
|                            | Federico I di Sassonia | Federico III di Meißen            |                                 |  |  |       |  |  |                           |  |  |                          |  |
|                            | Federico I di Sassonia | Federico III di Meißen            |                                 |  |  |       |  |  |                           |  |  |                          |  |
|                            | Federico I di Sassonia | Caterina di Henneberg             |                                 |  |  |       |  |  |                           |  |  |                          |  |
| Guglielmo III di Sassonia  | Federico I di Sassonia |                                   |                                 |  |  |       |  |  |                           |  |  |                          |  |
|                            |                        | Caterina di Braunschweig-Lüneburg | Enrico IV di Brunswick-Lüneburg |  |  |       |  |  |                           |  |  |                          |  |
|                            |                        | Caterina di Braunschweig-Lüneburg | Enrico IV di Brunswick-Lüneburg |  |  |       |  |  |                           |  |  |                          |  |
|                            |                        | Caterina di Braunschweig-Lüneburg | Caterina di Pomerania-Wolgast   |  |  |       |  |  |                           |  |  |                          |  |
| Margherita di Sassonia     |                        | Caterina di Braunschweig-Lüneburg |                                 |  |  |       |  |  |                           |  |  |                          |  |
|                            |                        | Alberto II d'Asburgo              | Alberto IV d'Asburgo            |  |  |       |  |  |                           |  |  |                          |  |
|                            |                        | Alberto II d'Asburgo              | Alberto IV d'Asburgo            |  |  |       |  |  |                           |  |  |                          |  |
|                            |                        | Alberto II d'Asburgo              | Giovanna di Baviera-Straubing   |  |  |       |  |  |                           |  |  |                          |  |
| Anna d'Asburgo             |                        | Alberto II d'Asburgo              |                                 |  |  |       |  |  |                           |  |  |                          |  |
|                            |                        | Elisabetta di Lussemburgo         | Sigismondo di Lussemburgo       |  |  |       |  |  |                           |  |  |                          |  |
|                            |                        | Elisabetta di Lussemburgo         | Sigismondo di Lussemburgo       |  |  |       |  |  |                           |  |  |                          |  |
|                            |                        | Elisabetta di Lussemburgo         | Barbara di Cilli                |  |  |       |  |  |                           |  |  |                          |  |
|                            |                        | Elisabetta di Lussemburgo         |                                 |  |  |       |  |  |                           |  |  |                          |  |